# Rumuńska Konwencja Demokratyczna
Rumuńska Konwencja Demokratyczna (rum. Convenția Democrată Română, CDR) – rumuńska koalicja partii politycznych i organizacji społecznych o profilu centroprawicowym, działająca w latach 1991–2000.

## Historia
CDR powstała w listopadzie 1991 jako sojusz około 20 ugrupowań partyjnych i organizacji pozarządowych stojących w opozycji wobec rządzącego Frontu Ocalenia Narodowego. Liderem koalicji został Emil Constantinescu, który w 1992 zajął drugie miejsce w wyborach prezydenckich. Wśród sygnatariuszy znalazły się Partia Narodowo-Chłopska-Chrześcijańsko-Demokratyczna (PNȚCD), Partia Narodowo-Liberalna (PNL), Rumuńska Partia Socjaldemokratyczna (PSDR), Partia Sojuszu Obywatelskiego (PAC), Demokratyczny Związek Węgrów w Rumunii (UDMR) i Ekologiczna Partia Rumunii (PER). UDMR współpracował z CDR do 1995, jednak w wyborach w 1992 startował oddzielnie. PNL opuściła sojusz jeszcze przed wyborami w 1992 (powróciła do niego w 1995), co doprowadziło do rozłamów w partii i powstania PNL-Aripa Tânără (PNL-AT) oraz PNL-Konwencji Demokratycznej (PNL-CD), które pozostały w CDR.
W wyborach parlamentarnych w 1992 CDR zajęła drugie miejsce, otrzymując 20,0% głosów do Izby Deputowanych i 82 mandaty poselskie, a także 20,2% głosów do Senatu i 34 mandaty. Posłami zostało 40 przedstawicieli PNȚCD, 14 PNL-AT, 11 PAC, 10 PSDR, 5 PER i 2 PNL-CD.
W wyborach parlamentarnych w 1996 CDR w odnowionym składzie zajęła pierwsze miejsce. W odbywających się w tym samym czasie wyborach prezydenckich zwyciężył jej przywódca Emil Constantinescu. Koalicja dostała 30,2% głosów i 122 mandaty w głosowaniu do Izby Deputowanych oraz 30,7% głosów i 53 miejsca w Senacie. Posłami zostało 83 przedstawicieli PNȚCD, 25 PNL, 5 PNL-CD, 5 PER, 3 Partia Alternatywy Rumunii (PAR, przekształcona następnie w UFD) i 1 Rumuńska Federacja Ekologiczna (FER).
W latach 1996–2000 CDR była głównym ugrupowaniem rządzącym. Koalicji nie reaktywowano jednak przed wyborami w 2000. Powstała wówczas formacja pod nazwą CDR 2000 z udziałem m.in. PNȚCD, FER i UFD, która otrzymała 5,0% do izby niższej i 5,3% do izby wyższej, tracąc parlamentarną reprezentację.